# 小日本
小日本（中国語読み; シャオリーベン、拼音: xiǎo rìběn、日本語読み; しょうにっぽん、しょうにほん）は、日本および日本人（大和民族）に対する中国語の蔑称であり、中華圏（中国大陸・台湾・シンガポール・マレーシア・香港・マカオ）で使われる差別用語である。

## 概要
中国文化における中華思想の特徴には、儒教の影響で、人物や国家といった物事の関係を、水平ではなく上下関係で見るという考え方が存在するため、名前の前に「老」や「小」を付けて序列を明示しようとすることが多く、日本語と違って中国語圏では「小さいこと」は、侮蔑の意味になる。中国語で「小」は「小さい」「度量の狭い」という意味を持った蔑称であったり、同輩や目下の者の名前にかぶせて「-ちゃん」といった意味を持たせる場合に用いることがある。
「小日本」とすると「取るに足らない日本」「度量の狭い日本」「ケチな日本」「小児的な日本」という意味になる。なお、同じ中国語の日本に対する蔑称である日本鬼子と組み合わせ、「小日本鬼子（シャオリーベングイズ、拼音: xiǎo rìběn guǐzi）」と呼ばれる事もある。
日中戦争以前は滅多に使われなかった言葉だったが、戦争が始まってから、大陸に勢力を拡大する大日本帝国に言葉の上でも対抗しようという抗日の機運とともに、一気にこの言葉が広がった。現在の中国では、日本を侮辱する場合や反日感情が高まったときによく使われると言い、反日教育の結果、中華人民共和国の小学生が、日本人の子供を『小日本』と呼んで「いじめる」ということも起きていると言われる。
AFC アジアカップ 2004 で、日本に敗れた事で中国人サポーターが「小日本死ね！！」などと発言したり、反日デモでも「打倒！小日本」と書いた紙が映され、日本のメディアに流れた。
他方、朝鮮語にも、日本人に対する蔑称として「小日本」とほぼ同じニュアンスの「ウェノム（倭奴）」などの言葉がある。
なお、山口県旧豊浦郡菊川町（現在の下関市）の一部地域も「小日本」と言われているが、読み方は「こにっぽん」である。